# Cycling Team Bert Story-Piels
Cycling Team Bert Story-Piels was een Nederlandse wielerploeg, opgericht rond 1990. Hoofdsponsoren waren Bert Story, een autobedrijf in Noord-Brabant en Gelderland, en Jo Piels, een bedrijf in technische installaties uit Rosmalen. De Noord-Brabantse amateurwielerploeg werd in 2002 een professioneel Trade Team III. Dat was nodig om na een verandering van UCI-regels aan klassiekers zoals de Ster van Zwolle deel te kunnen blijven nemen. Eind 2005 werd de ploeg opgeheven, vanwege een gebrek aan nieuwe sponsoren en tijdgebrek bij de ploegleiding. Begin augustus had de ploeg met vijftien renners 66 zeges behaald. Piels besloot daarop om een ander team te gaan sponsoren dat verder ging als Cyclingteam Jo Piels.

## Uitslagen
2001
- Ploegenklassement OZ Wielerweekend[9]